# Pamplemousses SC
Pamplemousses Sporting Club w skrócie Pamplemousses SC – maurytyjski klub piłkarski z siedzibą w mieście Belle Vue, grający w pierwszej lidze maurytyjskiej.

## Sukcesy
- I liga[1]:
  - mistrzostwo (6): 2006, 2010, 2012, 2017, 2018, 2019.

- Puchar Mauritiusa[2]:
  - zwycięstwo (3): 2009, 2016, 2018.

## Występy w afrykańskich pucharach
| Sezon     | Rozgrywki           | Runda   | Kraj              | Klub               | Dom | Wyjazd | Dwumecz      |
| --------- | ------------------- | ------- | ----------------- | ------------------ | --- | ------ | ------------ |
| 2007      | Liga Mistrzów       | wstępna | Zimbabwe          | Highlanders FC     | 1–0 | 0–1    | 1–1 (k. 8–9) |
| 2010      | Puchar Konfederacji | wstępna | Południowa Afryka | Moroka Swallows FC | 1–2 | 0–3    | 1–5          |
| 2017      | Puchar Konfederacji | wstępna | Zimbabwe          | Ngezi Platinum FC  | 1–1 | 0–1    | 1–2          |
| 2018      | Liga Mistrzów       | wstępna | Południowa Afryka | Bidvest Wits FC    | 1–0 | 0–2    | 1–2          |
| 2019/2020 | Liga Mistrzów       | wstępna | Madagaskar        | Fosa Juniors FC    | 1–1 | 0–2    | 1–3          |

## Stadion
Domowe mecze klub rozgrywa na stadionie o nazwie Stade Anjalay w Belle Vue, który może pomieścić 18000 widzów.